# Lista de participantes especiais da FLIP
Esta é uma lista das participações especiais da FLIP, a Festa Literária Internacional de Paraty.

## 2003
Dentre as participações especiais presentes na FLIP de 2003, constaram:
- Ana Maria Machado
- Antonio Cicero
- Chico Buarque
- Don DeLillo
- Drauzio Varela
- Eric Hobsbawm
- Gilberto Gil
- Hanif Kureishi
- Julian Barnes
- Luis Fernando Verissimo

## 2004
Dentre as participações especiais presentes na FLIP de 2004, constaram:
- Adriana Lisboa
- Antônio Cícero
- Arnaldo Angeli Filho
- Arnaldo Antunes
- Caetano Veloso
- Chico Buarque
- Colm Tóibín
- Davi Arrigucci Jr.
- Geneviève Brisac
- Ian McEwan
- Isabel Fonseca
- Jeffrey Eugenides
- Joca Reiners Terron
- José de Souza Martins
- José Eduardo Agualusa
- José Miguel Wisnik
- Luiz Vilela
- Marcelino Freire
- Margaret Atwood
- Martin Amis
- Miguel Sousa Tavares
- Moacyr Scliar
- Pablo de Santis
- Paul Auster
- Pierre Michon
- Raimundo Carrero
- Rosa Montero
- Sérgio Sant'Anna
- Siri Hustvedt
- Ziraldo Alves Pinto

## 2005
Dentre as participações especiais presentes na FLIP de 2005, constaram:
- Alberto Martins
- Alberto Mussa
- Anthony Bourdain
- Antônio Carlos Viana
- Ariano Suassuna
- Arnaldo Jabor
- Beatriz Bracher
- Beatriz Sarlo
- Benedito Nunes
- Claudia Roquette-Pinto
- Cristovão Tezza
- David Grossman
- Enrique Vila-Matas
- Evaldo Cabral de Mello
- Gonçalo M. Tavares
- Isabel Lustosa
- Jeanette Winterson
- Jô Soares
- João Filho
- Jon Lee Anderson
- José Latour
- José Luís Peixoto
- Luiz Alfredo Garcia-Roza
- Luiz Eduardo Soares
- Marina Colasanti
- Michael Ondaatje
- MV Bill
- Orhan Pamuk
- Paulo Henriques Britto
- Pedro Rosa Mendes
- Robert Alter
- Roberto Schwarz
- Ronaldo Correia de Brito
- Salman Rushdie
- Vilma Arêas

## 2006
Dentre as participações especiais presentes na FLIP de 2006, constaram:
- Adélia Prado
- Alberto da Costa e Silva
- Ali Smith
- Alonso Cueto
- André Laurentino
- André Sant'Anna
- Astrid Cabral
- Benjamin Zephaniah
- Carlito Azevedo
- Christopher Hitchens
- David Toscana
- Edmund White
- Eduardo de Assis Duarte
- Fernando Gabeira
- Ferreira Gullar
- Ignácio de Loyola Brandão
- Jonathan Safran Foer
- José Miguel Wisnik
- Juliano Garcia Pessanha
- Lillian Ross
- Lourenço Mutarelli
- Luiz Antônio de Assis Brasil
- Marcos Siscar
- Maria Valéria Rezende
- Mário de Carvalho
- Miguel Sanches Neto
- Mourid Barghouti
- Myriam Fraga
- Nicole Krauss
- Olivier Rolin
- Ondjaki
- Philip Gourevitch
- Reinaldo Moraes
- Tariq Ali
- Toni Morrison
- Uzodinma Iweala
- Wilson Bueno

## 2007
Dentre as participações especiais presentes na FLIP de 2007, constaram:
- Ahdaf Soueif
- Alan Pauls
- Amos Oz
- Ana Maria Gonçalves
- Antônio Torres
- Arnaldo Jabor
- Augusto Boal
- Barbara Heliodora
- Bosco Brasil
- Cecília Giannetti
- César Aira
- Dennis Lehane
- Eduardo Tolentino
- Fabrício Corsaletti
- Fernando Morais
- Guillermo Arriaga
- Ignacio Padilla
- Ishmael Beah
- J. M. Coetzee
- Jim Dodge
- Kiran Desai
- Lawrence Wright
- Leyla Perrone-Moisés
- Lobão
- Luiz Felipe de Alencastro
- Maria Rita Kehl
- Mário Bortolotto
- Mia Couto
- Nadine Gordimer
- Nuno Ramos
- Paulo Cesar de Araújo
- Paulo Lins
- Robert Fisk
- Rodrigo Fresán
- Ruy Castro
- Silviano Santiago
- Veronica Stigger
- Will Self

## 2008
Dentre as participações especiais presentes na FLIP de 2008, constaram:
- Adriana Lunardi
- Alessandro Baricco
- Ana Maria Machado
- Carlos Lyra
- Cees Nooteboom
- Chimamanda Ngozi Adichie
- Cíntia Moscovich
- Contardo Calligaris
- David Sedaris
- Élisabeth Roudinesco
- Emilio Fraia
- Fernando Vallejo
- Guilherme Fiuza
- Humberto Werneck
- Inês Pedrosa
- Ingo Schulze
- João Gilberto Noll
- José Miguel Wisnik
- Lorenzo Mammì
- Lucrecia Martel
- Luiz Fernando Carvalho
- Marcelo Coelho
- Martín Kohan
- Michel Laub
- Misha Glenny
- Modesto Carone
- Nathan Englander
- Neil Gaiman
- Pepetela
- Pierre Bayard
- Richard Price
- Roberto DaMatta
- Roberto Schwarz
- Rodrigo Naves
- Sergio Paulo Rouanet
- Tom Stoppard
- Vanessa Barbara
- Vitor Ramil
- Xico Sá
- Zoë Heller

## 2009
Dentre as participações especiais presentes na FLIP de 2009, constaram:
- Alex Ross
- Angélica Freitas
- Anne Enright
- António Lobo Antunes
- Arnaldo Bloch
- Atiq Rahimi
- Bernardo Carvalho
- Catherine Millet
- Chico Buarque
- Cristovão Tezza
- Davi Arrigucci Jr.
- Domingos de Oliveira
- Edna O'Brien
- Edson Nery da Fonseca
- Eucanaã Ferraz
- Fábio Moon e Gabriel Bá
- Gay Talese
- Grégoire Bouillier
- Heitor Ferraz
- James Salter
- Ma Jian
- Mario Bellatin
- Milton Hatoum
- Rafael Coutinho
- Rafael Grampá
- Richard Dawkins
- Rodrigo Lacerda
- Sérgio Rodrigues
- Simon Schama
- Sophie Calle
- Tatiana Salem Levy
- Xinran
- Zuenir Ventura

## 2010
Dentre as participações especiais presentes na FLIP de 2010, constaram:
- Abraham B. Yehoshua
- Alberto da Costa e Silva
- Angela Alonso
- Azar Nafisi
- Beatriz Bracher
- Benjamin Moser
- Berthold Zilly
- Carola Saavedra
- Colum McCann
- Edson Nery da Fonseca
- Fernando Henrique Cardoso
- Ferreira Gullar
- Gilbert Shelton
- Hermano Vianna
- Isabel Allende
- John Makinson
- José de Souza Martins
- Lionel Shriver
- Luiz Felipe de Alencastro
- Maria Lúcia Garcia Pallares-Burke
- Moacyr Scliar
- Patrícia Melo
- Pauline Melville
- Peter Burke
- Reinaldo Moraes
- Ricardo Benzaquen
- Robert Crumb
- Robert Darnton
- Ronaldo Correia de Brito
- Salman Rushdie
- Terry Eagleton
- Wendy Guerra
- William Boyd
- William Kennedy

## 2011
Dentre as participações especiais presentes na FLIP de 2011, constaram:
- Andrés Neuman
- Antonio Candido
- Carol Ann Duffy
- Caryl Phillips
- Claude Lanzmann
- Contardo Calligaris
- David Byrne
- Edney Silvestre
- Eduardo Sterzi
- Eduardo Vasconcellos
- Emmanuel Carrère
- Enrique Krauze
- Gonzalo Aguilar
- Héctor Abad Faciolince
- Ignácio de Loyola Brandão
- James Ellroy
- João Cezar de Castro Rocha
- João Ubaldo Ribeiro
- Joe Sacco
- John Freeman
- José Celso Martinez
- José Miguel Wisnik
- Kamila Shamsie
- Laura Restrepo
- Luiz Felipe Pondé
- Marcelo Ferroni
- Márcia Camargos
- Michael Sledge
- Miguel Nicolelis
- Paulo Henriques Britto
- Péter Esterházy
- Pola Oloixarac
- Teixeira Coelho

## 2012
Dentre as participações especiais presentes na FLIP de 2012, constaram:
- Alcides Villaça
- Alejandro Zambra
- Alexandre Pimentel
- Ali Ahmad Said (Adonis)
- Altair Martins
- Amin Maalouf
- André de Leones
- Angeli
- Antonio Carlos Secchin
- Antônio Cícero
- Armando Freitas Filho
- Carlito Azevedo
- Carlos de Brito e Mello
- Dany Laferrière
- Dulce Maria Cardoso
- Enrique Vila-Matas
- Eucanaã Ferraz
- Fabrício Carpinejar
- Fernando Gabeira
- Francisco Dantas
- Gary Shteyngart
- Hanif Kureishi
- Ian McEwan
- J. M. G. Le Clézio
- Jackie Kay
- James Shapiro
- Javier Cercas
- Jennifer Egan
- João Anzanello Carrascoza
- Jonathan Franzen
- Juan Gabriel Vásquez
- Laerte Coutinho
- Luis Fernando Verissimo
- Luiz Eduardo Soares
- Paloma Vidal
- Roberto DaMatta
- Rubens Figueiredo
- Silvia Castrillón
- Silviano Santiago
- Stephen Greenblatt
- Suketu Mehta
- Teju Cole
- Zoé Valdés
- Zuenir Ventura

## 2013
Dentre as participações especiais presentes na FLIP de 2013, constaram:
- Aleksandar Hemon
- Alice Sant’Anna
- Ana Martins Marques
- Bruna Beber
- Cleonice Berardinelli
- Daniel Galera
- Dênis de Moraes
- Eduardo Coutinho
- Eduardo Souto de Moura
- Erwin Torralbo
- Francisco Bosco
- Geoff Dyer
- Gilberto Gil
- Jeanne-Marie Gagnebin
- Jérôme Ferrari
- John Banville
- John Jeremiah Sullivan
- José Luiz Passos
- Juan Pablo Villalobos
- Laurent Binet
- Lila Azam Zanganeh
- Lourival Holanda
- Lydia Davis
- Mamede Mustafa Jarouche
- Maria Bethânia
- Marina de Mello e Souza
- Milton Hatoum
- Miúcha
- Nelson Pereira dos Santos
- Nicolas Behr
- Paul Goldberger
- Paulo Scott
- Randal Johnson
- Roberto Calasso
- Sergio Miceli
- T. J. Clark
- Tales Ab'Saber
- Tamim Al-Barghouti
- Tobias Wolff
- Vladimir Safatle
- Wander Melo Miranda
- Zuca Sardan

## 2014
A edição de 2014 foi realizada entre os dias 30 de junho e 3 de julho, com a participação de:
- Agnaldo Farias
- Almeida Faria
- Andrew Solomon
- Antonio Prata
- Bernardo Kucinski
- Beto Ricardo
- Cacá Diegues
- Cássio Loredano
- Charles Ferguson
- Charles Peixoto
- Claudia Andujar
- Claudius
- Daniel Alarcón
- Davi Kopenawa Yanomami
- David Carr
- Edu Lobo
- Eduardo Viveiros de Castro
- Eleanor Catton
- Eliane Brum
- Elif Batuman
- Etgar Keret
- Fernanda Torres
- Francesco Dal Co
- Glenn Greenwald
- Graciela Mochkofsky
- Gregorio Duvivier
- Hubert
- Jaguar
- Jailson de Souza e Silva
- Jhumpa Lahiri
- Joël Dicker
- Jorge Edwards
- Juan Villoro
- Marcelo Gleiser
- Marcelo Rubens Paiva
- Mathieu Lindon
- Michael Pollan
- Mohsin Hamid
- Paula Miraglia
- Paulo Mendes da Rocha
- Paulo Varella
- Persio Arida
- Reinaldo
- Rene Uren
- Sérgio Augusto
- Silviano Santiago
- Vladímir Sorókin

## 2015
A edição de 2015 foi realizada entre os dias 1 a 5 de julho, com a participação de:
- Alexandra Lucas Coelho
- Ana Luísa Escorel
- Antonio Risério
- Arnaldo Antunes
- Artur Ávila
- Ayelet Waldman
- Beatriz Sarlo
- Boris Fausto
- Carlos Augusto Calil
- Colm Tóibín
- David Hare
- Deocleciano Moura Faião
- Diego Vecchio
- Eduardo Giannetti
- Eduardo Jardim
- Edward Frenkel
- Eliane Robert Moraes
- Eucanaã Ferraz
- Geovani Martins
- Hermínio Bello de Carvalho
- Jorge Mautner
- José Miguel Wisnik
- José Ramos Tinhorão
- Karina Buhr
- Katjusch Hœ
- Leonardo Padura
- Marcelino Freire
- Mariano Marovatto
- Matilde Campilho
- Ngũgĩ wa Thiong'o
- Rafa Rocha
- Reinaldo Moraes
- Riad Sattouf
- Richard Flanagan
- Roberto Pompeu de Toledo
- Roberto Saviano
- Saša Stanišić
- Sidarta Ribeiro
- Sophie Hannah

## 2016
Autores convidados em 2016:
- Abud Said
- Álvaro Enrigue
- Armando Freitas Filho
- Arthur Japin
- Benjamin Moser
- Bill Clegg
- Caco Barcellos
- Christian Dunker
- Francisco Careri
- Gabriela Wiener
- Guto Lacaz
- Helen Macdonald
- Heloísa Buarque de Hollanda
- Henry Marsh
- Irvine Welsh
- J.P. Cuenca
- Juliana Frank
- Karl Ove Knausgård
- Kate Tempest
- Kenneth Maxwell
- Laura Liuzzi
- Leonardo Fróes
- Lúcia Leitão
- Marcílio França Castro
- Maria Esther Maciel
- Marília Garcia
- Misha Glenny
- Patrícia Campos Mello
- Paula Sibilia
- Ramon Nunes Mello
- Ricardo Araújo Pereira
- Roberta Estrela D'Alva
- Sérgio Alcides
- Suzana Herculano-Houzel
- Svetlana Aleksiévitch
- Tati Bernardi
- Valeria Luiselli
- Vilma Arêas
- Walter Carvalho

## 2017
Autores convidados em 2017
- Adelaide Ivánova
- Alberto Mussa
- Ana Maria Gonçalves
- Ana Miranda
- André Mehmari
- André Vallias
- Antonio Arnoni Prado
- Beatriz Resende
- Carlos Nader
- Carol Rodrigues
- Conceição Evaristo
- Deborah Levy
- Diamela Eltit
- Djaimilia Pereira de Almeida
- Edimilson de Almeida Pereira
- Felipe Botelho Corrêa
- Felipe Hirsch
- Frederico Lourenço
- Grace Passô
- Guilherme Gontijo Flores
- Jacques Fux
- João José Reis
- Josely Vianna Baptista
- Julián Fuks
- Lázaro Ramos
- Leila Guerriero
- Lilia Schwarcz
- Luaty Beirão
- Luciana Hidalgo
- Luiz Antonio Simas
- Maria Valéria Rezende
- Marlon James
- Natalia Borges Polesso
- Noemi Jaffe
- Patrick Deville
- Paul Beatty
- Pilar del Río
- Prisca Agustoni
- Ricardo Aleixo
- Scholastique Mukasonga
- Sjón
- William Finnegan

## 2018
Autores convidados em 2018
- Alain Mabanckou
- André Aciman
- Bell Puã
- Christopher de Hamel
- Colson Whitehead
- Djamila Ribeiro
- Eder Chiodetto
- Eliane Robert Moraes
- Fabio Pusterla
- Franklin Carvalho
- Gabriela Greeb
- Geovani Martins
- Gustavo Pacheco
- Iara Jamra
- Igiaba Scego
- Isabela Figueiredo
- Jocy de Oliveira
- Júlia de Carvalho Hansen
- Juliano Garcia Pessanha
- Laura Erber
- Leila Slimani
- Lígia Ferreira
- Liudmila Petruchévskaia
- Maria Teresa Horta
- Reuben da Rocha
- Ricardo Domeneck
- Selva Almada
- Sérgio Sant'Anna
- Simon Sebag Montefiore
- Thereza Maia
- Vasco Pimentel
- Zeca Baleiro

## 2019
Autores convidados em 2019:
- Adriana Calcanhotto
- Ailton Krenak
- Amyr Klink
- Aparecida Vilaça
- Ayelet Gundar-Goshen
- Ayobami Adebayo
- Braulio Tavares
- Carmen Maria Machado
- Cristina Serra
- David Wallace-Wells
- Gaël Faye
- Grace Passô
- Grada Kilomba
- Guilherme Wisnik
- Ismail Xavier
- Jarid Arraes
- José Celso Martinez Corrêa
- José Miguel Wisnik
- José Murilo de Carvalho
- Kalaf Epalanga
- Karina Sainz Borgo
- Kirsten Roupenian
- Marcela Cananéa
- Marcelo D'Salete
- Mariana Enriquez
- Marilene Felinto
- Maureen Bisilliat
- Miguel Del Castillo
- Miguel Gomes
- Nuno Grande
- Sheila Heti
- Sidarta Ribeiro
- Walnice Nogueira Galvão

## 2020
Autores convidados em 2020
- Ana Paula Maia
- Bernardine Evaristo
- Caetano Veloso
- Chigozie Obioma
- Danez Smith
- Eileen Myles
- Elisa Pereira
- Fernando Alcantara
- Itamar Vieira Junior
- Jeferson Tenório
- Jota Mombaça
- Lilia Schwarcz
- Luz Ribeiro
- Marcello Alcantara
- Nathalia Leal
- Paul B. Preciado
- Pilar Quintana
- Regina Porter
- Rodrigo Ciríaco
- Stephanie Borges

## 2021
- Adriana Calcanhotto
- Adriana Lisboa
- Ailton Krenak
- Alejandro Zambra
- Alice Walker
- Ana Martins Marques
- Ani Ganzala
- Antonio Donato Nobre
- Beatriz Chachamovits
- Carlos Papá
- Cecília Vicuña
- Ciça Fittipaldi
- Conceição Evaristo
- Cristine Takuá
- Daniel Munduruku
- David Diop
- Djaimilia Pereira de Almeida
- Edimilson de Almeida Pereira
- Elaine Marcelina
- Eliane Brum
- Elif Shafak
- Emanuele Coccia
- Erika Balbino
- Evando Nascimento
- Giselle Beiguelman
- Han Kang
- Heloisa Pires Lima
- Iara Rennó
- Índigo
- Itamar Vieira Junior
- Janaina Tokitaka
- João Paulo Lima Barreto
- Jorge Ferreira
- Josias Marinho
- Juka
- Júlia de Carvalho Hansen
- K Allado-McDowell
- Kaká Werá Jecupé
- Kim Stanley Robinson
- Leonardo Fróes
- Luciana Grether
- Margaret Atwood
- Marie Ange Bordas
- Marina Miranda
- Merlin Sheldrake
- Micheliny Verunschk
- Monica Gagliano
- Muniz Sodré
- Paulina Chiziane
- Rosani Leitão
- Rosinha
- Sheila Perina
- Silvanete Lermen
- Simone Mota
- Stefano Mancuso
- Susana Maria Fernandes
- Véronique Tadjo
- Wahuká Karajá
- Waldete Tristão
- Waxiaki Karajá
- Yaguarê Yamã

## 2022
Dentre as participações especiais de 2022 estão:
- Allan da Rosa
- Amara Moira
- Ana Flávia Magalhães Pinto
- Annie Ernaux
- Benjamín Labatut
- Bessora
- Camila Sosa Villada
- Carol Bensimon
- Cecília Pavón
- Christiano Aguiar
- Cida Pedrosa
- Cidinha da Silva
- Claudia Andujar
- Eduardo de Assis Duarte
- Eduardo Sterzi
- Fabiane Langona
- Fernanda Miranda
- Geovani Martins
- Ladee Hubbard
- Lenora de Barros
- Lilia Schwarcz
- Luciany Aparecida
- Luiz Mauricio Azevedo
- Nastassja Martin
- Nay Jinknss
- Patrícia Lino
- Prisca Agustoni
- Ricardo Aleixo
- Ricardo Lísias
- Rita Segato
- Saidiya Hartman
- Teresa Cárdenas
- Veronica Stigger

## 2023
Dentre as participações especiais de 2023 estão:
- Adriana Armony
- Akwaeke Emezi
- Alana Portero
- Angélica Freitas
- Bruna Beber
- Carla Akotirene
- Christina Sharpe
- David Jackson
- Denise Carrascosa
- Dionne Brand
- Eliane Marques
- Felipe Charbel
- Flora Süssekind
- Glicéria Tupinambá
- Gustavo Caboco
- Ilya Kaminsky
- Itamar Vieira Junior
- Joice Berth
- Jorge Augusto
- José Henrique Bortoluci
- Kelefa Sanneh
- Laura Wittner
- Leda Cartum
- Leda Maria Martins
- Lubi Prates
- Luiza Romão
- Manuel Mutimucuio
- Manuela D'Ávila
- Maria Dolores Rodriguez
- Marília Garcia
- Marion Aubert
- Miriam Esposito
- Mónica Ojeda
- Natalia Timerman
- Nora Krug
- Sinéad Gleeson
- Socorro Acioli
- Tatiana Pequeno

## 2024
Dentre as participações especiais de 2024 estão: 
- Ana Margarida de Carvalho
- Atef Abu Saif
- Brigitte Vasallo
- Bruna Mitrano
- Danny Caine
- Édouard Louis
- Eliana Alves Cruz
- Evandro Cruz
- Geni Núñez
- Ilaria Gaspari
- Jeferson Tenório
- Joca Reiners Terron
- José Falero
- Juan Cárdenas
- Léonora Miano
- Ligia Gonçalves Diniz
- Marcela Dantés
- Mark Coeckelbergh
- Micheliny Verunschk
- Odorico Leal
- Raoni Metuktire
- Robert Jones Jr.
- Silvana Tavano

## 2025
Autores confirmados em 2025:
- Alia Trabucco Zeran
- Alice Ruiz[26]
- Anabela Mota Ribeiro
- Arnaldo Antunes
- Astrid Roemer
- Caetano Galindo
- Claudia Roquette-Pinto
- Cristina Rivera Garza
- Dahlia de la Cerda
- Dolores Reyes
- Fabricio Corsaletti
- Gaël Faye
- GauZ'
- Giovana Madalosso
- Gregório Duvivier
- Ilan Pappe
- Lília Guerra[27]
- Lilian Sais
- Liv Strömquist[28]
- Luís Perequê
- Mar Becker
- María Negroni[29]
- Marília Garcia
- Marina Silva
- Monique Malcher
- Nei Lopes
- Neige Sinno
- Pedro Guerra
- Ricardo Araújo Pereira
- Rosa Montero[30]
- Sandro Veronesi
- Sergio Vaz
- Tiago Rogero
- Verenilde Pereira
- Ynaê Lopes dos Santos